# Проспект Героев Украины
Проспе́кт Геро́ев Украи́ны (укр. проспект Героїв України) — проспект в Николаеве, основная транспортная магистраль микрорайона Соляные. Начинается от старого пешеходного моста, заканчивается в районе Терновской развилки, именно от старого пешеходного моста начинается нумерация домов проспекта. Длина 4,3 км.
На проспекте расположены следующие остановки общественного транспорта: Парк Победы (за поворотом на Ингульский мост), Национальный университет кораблестроения (традиционно — НКИ, Институт), супермаркет METRO (по требованию), Плавбассейн, Мельничная, Школьная, Гвардейская, Ателье, Сельхозтехника (неподалёку от Терновской развилки).
По адресу проспект Героев Украины, 22 находится церковь Равноапостольной Нины.
До 1982 года проспект носил название Киевское шоссе, после стал называться проспектом Героев Сталинграда.
19 февраля 2016 года, при подготовке Решения «О переименовании объектов городской топонимики» решался и вопрос о переименовании проспекта Героев Сталинграда, однако комиссией тогда было решено не переименовывать проспект, так как данный проспект, по словам городского головы Александра Сенкевича, не носил имя И. В. Сталина, а носил групповое название тех героев, которые погибли во время Сталинградской битвы (известной битвы, в которой погибли примерно 500 тысяч человек), но уже в мае 2016 года сторонники декоммунизации опираясь на Закон Украины «Об осуждении коммунистического и национал-социалистического тоталитарных режимов и запрещении пропаганды их символики» всё-таки добились принятия решения о переименовании проспекта Героев Сталинграда в проспект Героев Украины.

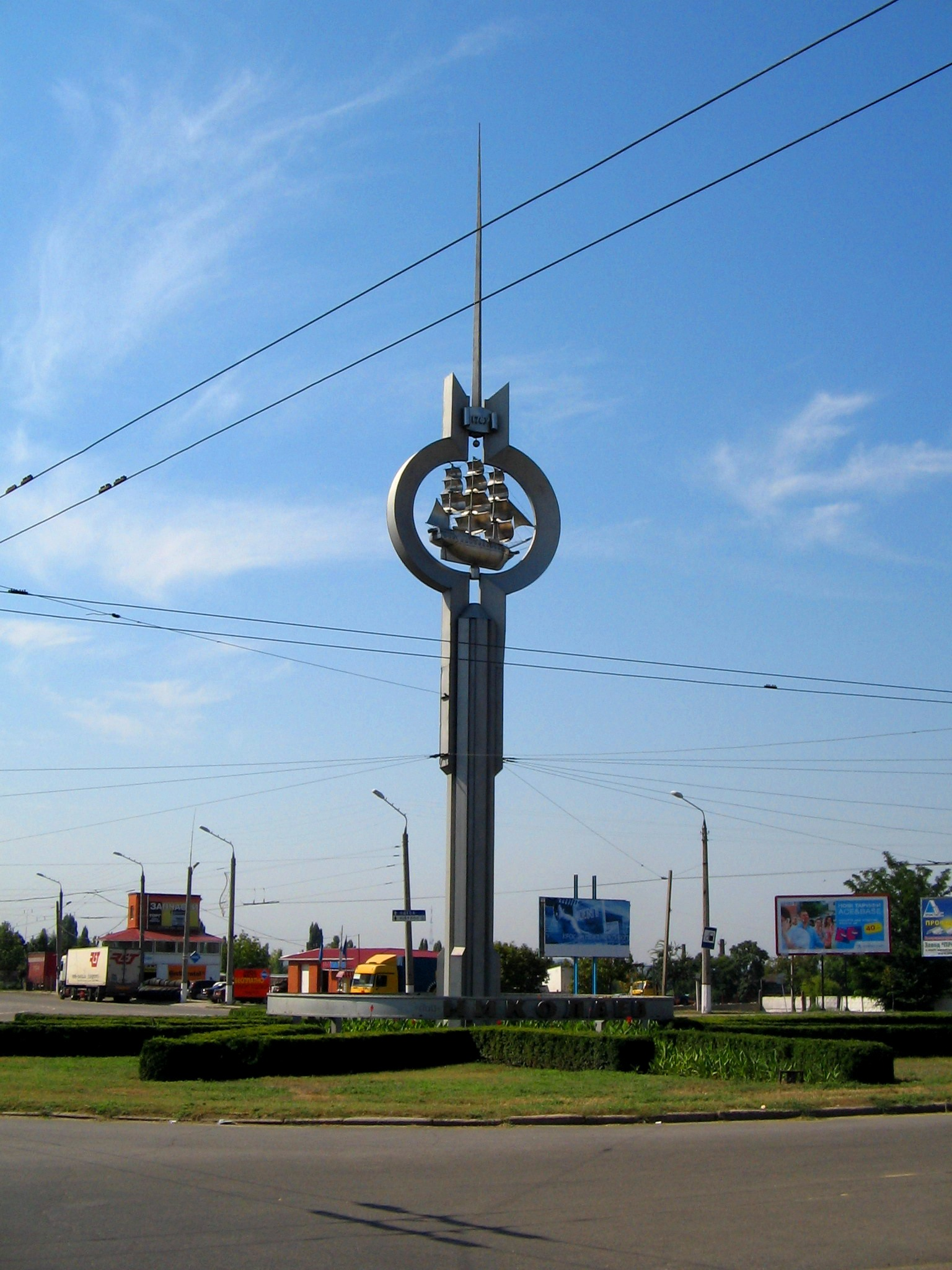
Шпиль при въезде на проспект со стороны области
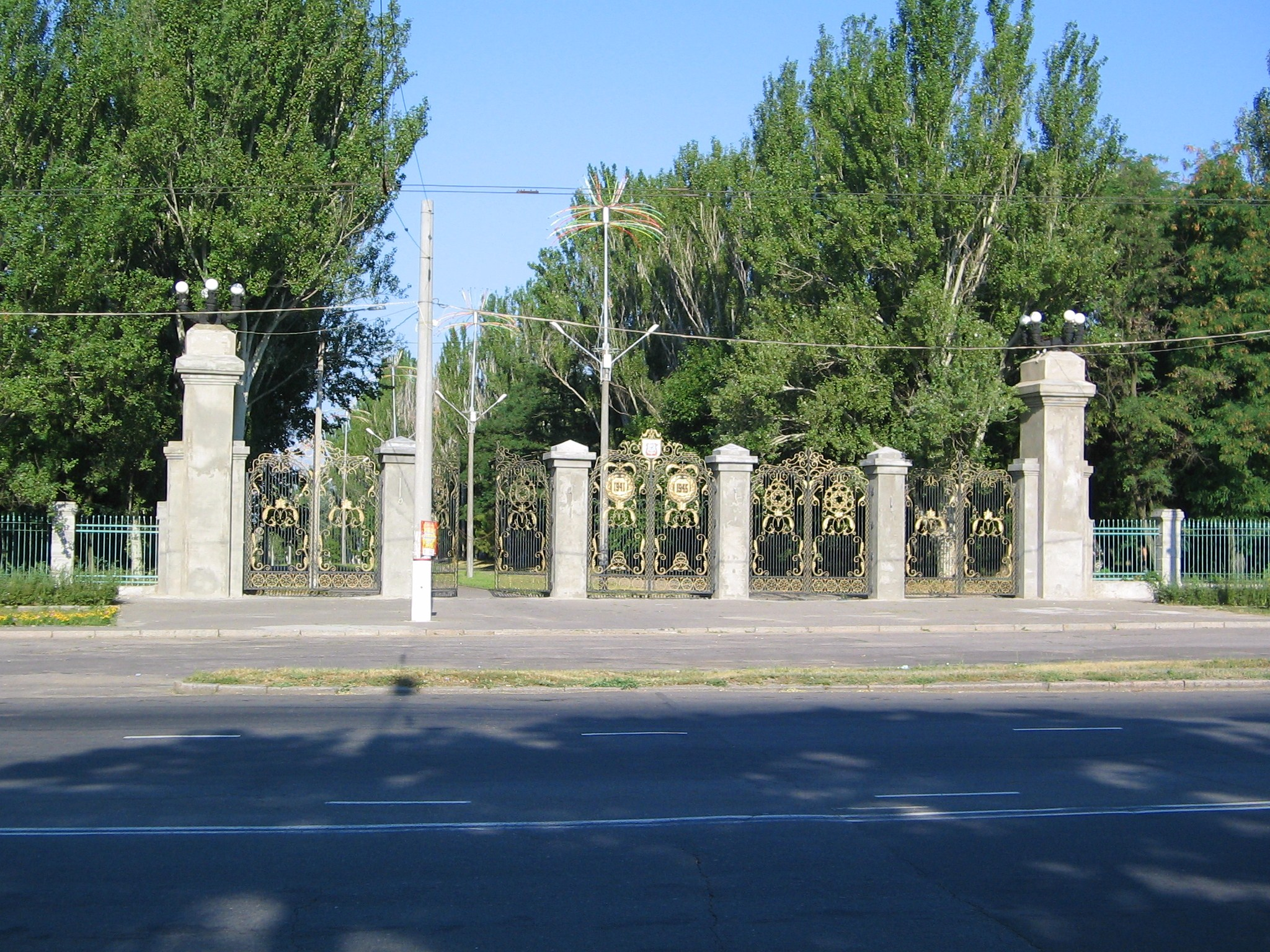
Ворота мемориального парка «Победа»
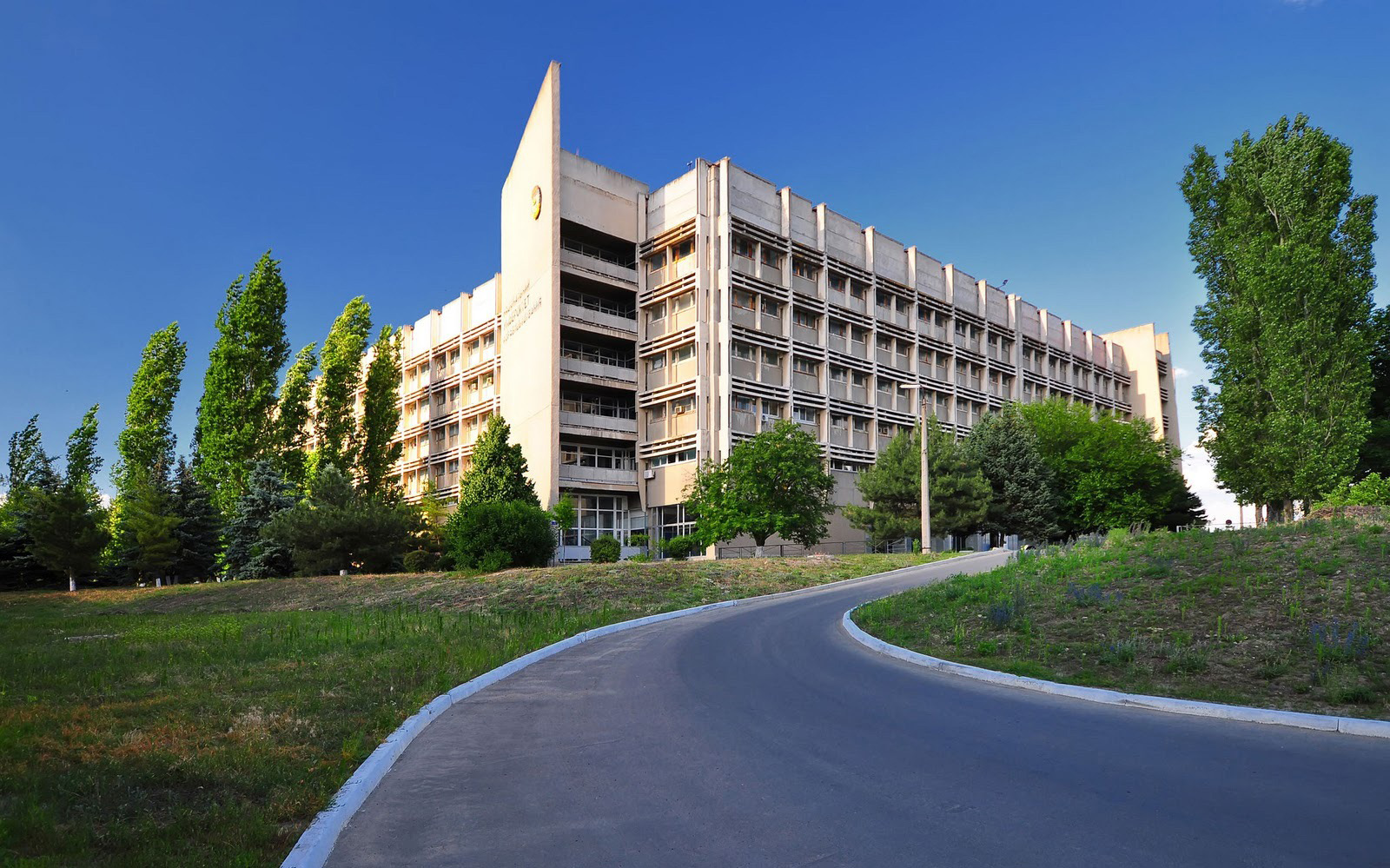
Национальный университет кораблестроения имени адмирала Макарова, 2012
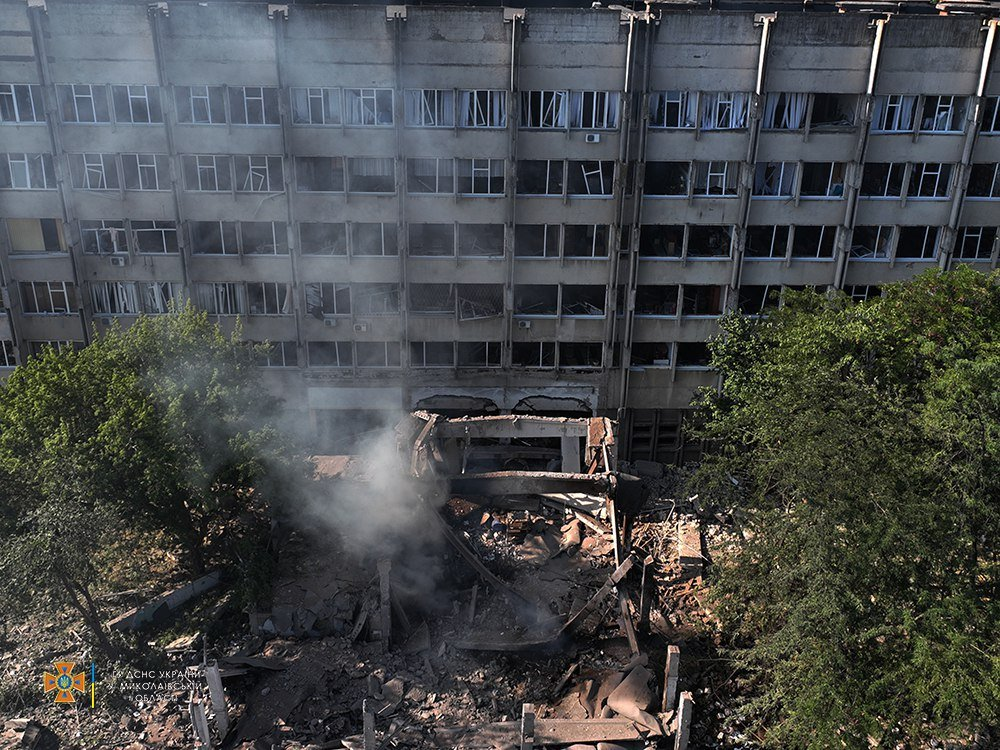
Национальный университет кораблестроения после российского обстрела во время вторжения России в Украину, 15 июля 2022 года